# Liste des médaillés masculins aux Championnats d'Afrique d'athlétisme
Cette page dresse la liste des médaillés  masculins des Championnats d'Afrique d'athlétisme, compétition d'athlétisme en plein air organisée par la Confédération africaine d'athlétisme depuis 1979 et se déroulant tous les 2 ans depuis 1996.
| Courses: 100 m - 200 m - 400 m - 800 m - 1 500 m - 5 000 m - 10 000 m - Marathon Obstacles: 110 m haies - 400 m haies - 3 000 m steeple Marche: 20 km Sauts: Hauteur - Longueur - Triple saut - Perche Lancers: Javelot - Disque - Poids - Marteau Relais: 4 × 100 m - 4 × 400 m Epreuves combinées: Décathlon |

## 100 m
| Édition | Or                 | Argent                | Bronze              |
| ------- | ------------------ | --------------------- | ------------------- |
| 1979    | Ernest Obeng       | Théophile Nkounkou    | Edward Ofili        |
| 1982    | Ernest Obeng       | Théophile Nkounkou    | Boubacar Diallo     |
| 1984    | Chidi Imoh         | Charles-Louis Seck    | Eseme Ikpoto        |
| 1985    | Chidi Imoh         | Charles-Louis Seck    | Victor Edet         |
| 1988    | John Myles-Mills   | Charles-Louis Seck    | Iziak Adeyanju      |
| 1989    | Amadou M'Baye      | Salaam Gariba         | Patrick Nwankwo     |
| 1990    | Joseph Gikonyo     | Abdullahi Tetengi     | Charles-Louis Seck  |
| 1992    | Victor Omagbemi    | Charles-Louis Seck    | Johan Rossouw       |
| 1993    | Daniel Effiong     | Jean-Olivier Zirignon | Nelson Boateng      |
| 1996    | Seun Ogunkoya      | Benjamin Sirimou      | Sunday Emmanuel     |
| 1998    | Seun Ogunkoya      | Frankie Fredericks    | Leonard Myles-Mills |
| 2000    | Abdul Aziz Zakari  | Stéphane Buckland     | Kenneth Andam       |
| 2002    | Frankie Fredericks | Uchenna Emedolu       | Idrissa Sanou       |
| 2004    | Olusoji Fasuba     | Idrissa Sanou         | Jaysuma Saidy       |
| 2006    | Olusoji Fasuba     | Uchenna Emedolu       | Eric Nkansah        |
| 2008    | Olusoji Fasuba     | Uchenna Emedolu       | Hannes Dreyer       |
| 2010    | Ben-Youssef Méité  | Aziz Zakari           | Simon Magakwe       |
| 2012    | Simon Magakwe      | Amr Seoud             | Wilfried Koffi      |
| 2014    | Wilfried Koffi     | Mark Jelks            | Monzavous Edwards   |
| 2016    | Ben Youssef Méité  | Mosito Lehata         | Akani Simbine       |
| 2018    | Akani Simbine      | Arthur Cissé          | Simon Magakwe       |
| 2022    | Ferdinand Omanyala | Akani Simbine         | Henricho Bruintjies |
| 2024    | Joseph Fahnbulleh  | Emmanuel Eseme        | Benjamin Richardson |

## 200 m
| Édition | Or                 | Argent                | Bronze               |
| ------- | ------------------ | --------------------- | -------------------- |
| 1979    | Edward Ofili       | Georges Kablan Degnan | Emmanuel Bitanga     |
| 1982    | Boubacar Diallo    | Georges Kablan Degnan | Omar Ghizlat         |
| 1984    | Innocent Egbunike  | Eseme Ikpoto          | Ali Bakhta           |
| 1985    | Simon Kipkemboi    | Innocent Egbunike     | Alfred Nyambane      |
| 1988    | Davidson Ezinwa    | Emmanuel Tuffour      | Mustapha Kamel Selmi |
| 1989    | Olapade Adeniken   | Davidson Ezinwa       | Nelson Boateng       |
| 1990    | Joseph Gikonyo     | Abdullahi Tetengi     | Sunday Bada          |
| 1992    | Victor Omagbemi    | Emmanuel Tuffour      | John Myles-Mills     |
| 1993    | Johan Rossouw      | Oluyemi Kayode        | Nelson Boateng       |
| 1996    | Oumar Loum         | Joseph Loua           | Justice Dipeba       |
| 1998    | Frankie Fredericks | Sunday Emmanuel       | Oumar Loum           |
| 2000    | Aziz Zakari        | Joseph Batangdon      | Oumar Loum           |
| 2002    | Frankie Fredericks | Aziz Zakari           | Oumar Loum           |
| 2004    | Joseph Batangdon   | Ambrose Ezenwa        | Morne Nagel          |
| 2006    | Uchenna Emedolu    | Stéphane Buckland     | Leigh Julius         |
| 2008    | Thuso Mpaung       | Stéphane Buckland     | Fanuel Kenosi        |
| 2010    | Amr Seoud          | Ben Youssef Méité     | Simon Magakwe        |
| 2012    | Ben Youssef Méité  | Amr Seoud             | Noah Akwu            |
| 2014    | Wilfried Koffi     | Isaac Makwala         | Carvin Nkanata       |
| 2016    | Wayde van Niekerk  | Adama Jammeh          | Emmanuel Matadi      |
| 2018    | Ncincihli Titi     | Divine Oduduru        | Luxolo Adams         |
| 2022    | Letsile Tebogo     | Emmanuel Eseme        | Clarence Munyai      |
| 2024    | Joseph Fahnbulleh  | Tapiwa Makarawu       | Emmanuel Eseme       |

## 400 m
| Édition | Or                   | Argent            | Bronze                  |
| ------- | -------------------- | ----------------- | ----------------------- |
| 1979    | Hassan El Kachief    | James Atuti       | Billy Konchellah        |
| 1982    | Amadou Dia Ba        | James Atuti       | Mike Okot               |
| 1984    | Gabriel Tiacoh       | Sunday Uti        | El Kashief Hassan       |
| 1985    | Innocent Egbunike    | Gabriel Tiacoh    | David Kitur             |
| 1988    | Innocent Egbunike    | Gabriel Tiacoh    | Moses Ugbisie           |
| 1989    | Gabriel Tiacoh       | Simeon Kipkemboi  | Hachim Ndiaye           |
| 1990    | Samson Kitur         | David Kitur       | Sunday Bada             |
| 1992    | Bobang Phiri         | Kennedy Ochieng   | Abednego Matilu         |
| 1993    | Kennedy Ochieng      | Ibrahim Hassan    | Simon Kemboi            |
| 1996    | Ibrahima Wade        | Simon Kemboi      | Samson Kipchirchir Yego |
| 1998    | Clement Chukwu       | Davis Kamoga      | Ibrahima Wade           |
| 2000    | Éric Milazar         | Malik Louahla     | Sofiane Labidi          |
| 2002    | Éric Milazar         | Sofiane Labidi    | Marcus la Grange        |
| 2004    | Éric Milazar         | Ezra Sambu        | Young Talkmore Nyongani |
| 2006    | Gary Kikaya          | Paul Gorries      | Young Talkmore Nyongani |
| 2008    | Ali Nagmeldin        | Isaac Makwala     | James Godday            |
| 2010    | Mohamed Khouaja      | Rabah Yousif      | Gary Kikaya             |
| 2012    | Isaac Makwala        | Oscar Pistorius   | Willem de Beer          |
| 2014    | Isaac Makwala        | Wayde Van Niekerk | Boniface Mucheru        |
| 2016    | Baboloki Thebe       | Karabo Sibanda    | Chidi Okezie            |
| 2018    | Baboloki Thebe       | Thapelo Phora     | Chidi Okezie            |
| 2022    | Muzala Samukonga     | Bayapo Ndori      | Mohamed Farès Jelassi   |
| 2024    | Cheikh Tidiane Diouf | Lee Eppie         | Samuel Ogazi            |

## 800 m
| Édition | Or                  | Argent              | Bronze               |
| ------- | ------------------- | ------------------- | -------------------- |
| 1979    | James Maina Boi     | Omer Khalifa        | Mehdi Aidet          |
| 1982    | Juma Ndiwa          | James Maina Boi     | Saïd Aouita          |
| 1984    | Sammy Koskei        | Moussa Fall         | Omer Khalifa         |
| 1985    | Sammy Koskei        | Moussa Fall         | Juma Ndiwa           |
| 1988    | Babacar Niang       | Getahun Ayana       | Ahmed Belkessam      |
| 1989    | Nixon Kiprotich     | Joseph Chesire      | Babacar Niang        |
| 1990    | William Tanui       | Robert Kibet        | Desta Asgedom        |
| 1992    | Charles Nkazamyampi | Cliffie Miller      | Mahjoub Haïda        |
| 1993    | Sammy Langat        | Paul Ruto           | Arthémon Hatungimana |
| 1996    | Fred Onyancha       | Adem Hecini         | Kipkemboi Lagat      |
| 1998    | Japheth Kimutai     | Patrick Ndururi     | Djabir Saïd-Guerni   |
| 2000    | Djabir Said-Guerni  | Mbulaeni Mulaudzi   | Mouhssin Chehibi     |
| 2002    | Djabir Said-Guerni  | William Yiampoy     | Mbulaeni Mulaudzi    |
| 2004    | William Yiampoy     | Hezekiél Sepeng     | Ismail Ahmed Ismail  |
| 2006    | Alex Kipchirchir    | Ismail Ahmed Ismail | Alfred Yego          |
| 2008    | David Rudisha       | Ismail Ahmed Ismail | Asbel Kiprop         |
| 2010    | David Rudisha       | Alfred Yego         | Jackson Kivuva       |
| 2012    | Taoufik Makhloufi   | Anthony Chemut      | André Olivier        |
| 2014    | Nijel Amos          | Mohammed Aman       | Taoufik Makhloufi    |
| 2016    | Nijel Amos          | Jacob Rozani        | Rynardt van Rensburg |
| 2018    | Nijel Amos          | Emmanuel Korir      | Mostafa Smaili       |
| 2022    | [[]]                | [[]]                | [[]]                 |
| 2024    | [[]]                | [[]]                | [[]]                 |

## 1 500 m
| Édition | Or                | Argent               | Bronze               |
| ------- | ----------------- | -------------------- | -------------------- |
| 1979    | Mike Boit         | Abderrahmane Morceli | Mehdi Aidet          |
| 1982    | Kip Cheruiyot     | Saïd Aouita          | Wodajo Bulti         |
| 1984    | Saïd Aouita       | Omer Khalifa         | Mehdi Aidet          |
| 1985    | Omer Khalifa      | Abdi Bile            | Joseph Chesire       |
| 1988    | Getahun Ayana     | Mahmoud Kalboussi    | Mustapha Lachaal     |
| 1989    | Joseph Chesire    | Robert Kibet         | Nixon Kiprotich      |
| 1990    | Moses Kiptanui    | Abdelaziz Sahere     | David Kibet          |
| 1992    | Nelson Chirchir   | Johan Landsman       | Robert Mdogo         |
| 1993    | David Kibet       | Johan Landsman       | Johan Fourie         |
| 1996    | Moses Kigen       | Sammy Rono           | Gilbert Mvuyekure    |
| 1998    | Laban Rotich      | Adil Kaouch          | Ali Saïdi-Sief       |
| 2000    | Youssef Baba      | Adil Kaouch          | Mohamed Khaldi       |
| 2002    | Bernard Lagat     | Laban Rotich         | Abdelkader Hachlaf   |
| 2004    | Paul Korir        | Peter Roko Ashak     | Yassine Bensghir     |
| 2006    | Alex Kipchirchir  | Adil Kaouch          | Tarek Boukensa       |
| 2008    | Haron Keitany     | Gideon Gathimba      | Juan van Deventer    |
| 2010    | Asbel Kiprop      | Amine Laâlou         | Mekonnen Gebremedhin |
| 2012    | Caleb Ndiku       | Ayanleh Souleiman    | James Magut          |
| 2014    | Ayanleh Souleiman | Asbel Kiprop         | Ronald Kwemoi        |
| 2016    | Fouad el-Kaam     | Timothy Cheruiyot    | Vincent Letting      |
| 2018    | Elijah Manangoi   | Timothy Cheruiyot    | Ronald Musagala      |
| 2022    | [[]]              | [[]]                 | [[]]                 |
| 2024    | [[]]              | [[]]                 | [[]]                 |

## 5 000 m
| Édition | Or                 | Argent             | Bronze                |
| ------- | ------------------ | ------------------ | --------------------- |
| 1979    | Miruts Yifter      | Yohannes Mohamed   | Kip Rono              |
| 1982    | Wodajo Bulti       | Eshetu Tura        | Erastus Kemei         |
| 1984    | Abderrazak Bounour | Samson Obwocha     | Kipsubai Koskei       |
| 1985    | Wodajo Bulti       | Paul Kipkoech      | John Ngugi            |
| 1988    | Brahim Boutayeb    | Haji Bulbula       | Mohamed Issangar      |
| 1989    | John Ngugi         | Addis Abebe        | Moses Tanui           |
| 1990    | Ezequiel Bitok     | Andrew Sambu       | Mohamed Issangar      |
| 1992    | James Songok       | Worku Bikila       | Josphat Machuka       |
| 1993    | Simon Chemoiywo    | Haile Gebrselassie | Worku Bikila          |
| 1996    | Paul Koech         | Simon Chemoiywo    | Faustin Ngézahayo     |
| 1998    | Daniel Komen       | Hailu Mekonnen     | William Kalya         |
| 2000    | Ali Saïdi Sief     | Saïd Bérioui       | Mohamed Saïd El Wardi |
| 2002    | Paul Bitok         | Benjamin Limo      | Mohammed Amyn         |
| 2004    | Terefe Maregu      | Boniface Songok    | Hillary Chenonge      |
| 2006    | Kenenisa Bekele    | Mike Kigen         | Moses Kipsiro         |
| 2008    | Kenenisa Bekele    | Isaac Songok       | Ali Abdosh            |
| 2010    | Edwin Soi          | Vincent Yator      | Mark Kiptoo           |
| 2012    | Mark Kiptoo        | Jonathan Maiyo     | Timothy Kiptoo        |
| 2014    | Caleb Ndiku        | Isaiah Koech       | Abrar Osman Adem      |
| 2016    | Douglas Kipserem   | Elroy Gelant       | Mangata Ndiwa         |
| 2018    | Edward Zakayo      | Getaneh Molla      | Yemane Haileselassie  |
| 2022    | [[]]               | [[]]               | [[]]                  |
| 2024    | [[]]               | [[]]               | [[]]                  |

## 10 000 m
| Édition | Or                | Argent                | Bronze              |
| ------- | ----------------- | --------------------- | ------------------- |
| 1979    | Miruts Yifter     | Yohannes Mohamed      | Rachid Habchaoui    |
| 1982    | Mohamed Kedir     | Erastus Kemei         | Ahmed Musa Jouda    |
| 1984    | Kipsubai Koskei   | Ahmed Salah           | Mohamed Ali Chouri  |
| 1985    | Wodajo Bulti      | Kipsubai Koskei       | Paul Kipkoech       |
| 1988    | Brahim Boutayeb   | Haji Bulbula          | Mohamed Choumassi   |
| 1989    | Addis Abebe       | Moses Tanui           | Bedilu Kibret       |
| 1990    | Khalid Skah       | Andrew Sambu          | Addis Abebe         |
| 1992    | Josphat Machuka   | Matthews Motshwarateu | Xolile Yawa         |
| 1993    | William Sigei     | Fita Bayissa          | Haile Gebrselassie  |
| 1996    | Stephen Kiogora   | William Kipchumba     | Isidore Nzigiyimana |
| 2000    | Abraha Hadush     | Dejene Berhanu        | Kamel Kohil         |
| 2002    | Paul Kosgei       | John Cheruiyot Korir  | Benjamin Maiyo      |
| 2004    | Charles Kamathi   | Abebe Dinkessa        | Yebeltal Admasu     |
| 2006    | Moses Kipsiro     | Mike Kigen            | Abebe Dinkessa      |
| 2008    | Gebre Gebremariam | Ibrahim Jeilan        | Eshetu Wondemu      |
| 2010    | Wilson Kiprop     | Moses Kipsiro         | Geoffrey Mutai      |
| 2012    | Kenneth Kipkemoi  | Mark Kiptoo           | Lewis Mosoti        |
| 2014    | Nguse Amlosom     | Mustapha El Aziz      | Josphat Bett        |
| 2016    | Stephen Mokoka    | Wilfred Kimitei       | Namakoe Nkhasi      |
| 2018    | Jemal Yimer       | Andamlak Belihu       | Timothy Toroitich   |
| 2022    | [[]]              | [[]]                  | [[]]                |
| 2024    | [[]]              | [[]]                  | [[]]                |

## 20 km marche
| Édition | Or                   | Argent               | Bronze                |
| ------- | -------------------- | -------------------- | --------------------- |
| 1982    | Shemsu Hassan        | David Munyao         | Nelsensio Byingingo   |
| 1984    | Abdelouaheb Ferguène | Benamar Kachkouche   | Hassan Kouchaoui      |
| 1985    | Abdelouaheb Ferguène | Shemsu Hassan        | Abderrahmane Djebbar  |
| 1988    | Mohamed Bouhalla     | Abdelouaheb Ferguène | Arezki Boumrar        |
| 1989    | Mohamed Bouhalla     | Abdelouaheb Ferguène | Bekele Lema           |
| 1990    | Shemsu Hassan        | Abdelouaheb Ferguène | Andrew Eyapan         |
| 1992    | Chris Britz          | Johan Moerdyk        | Riecus Blignouat      |
| 1993    | Getachew Demisse     | Chris Britz          | Riecus Blignouat      |
| 1996    | Hatem Ghoula         | David Kimutai        | Mohieddine Béni Daoud |
| 1998    | Hatem Ghoula         | Moussa Aouanouk      | Getachew Demisse      |
| 2000    | Hatem Ghoula         | Moussa Aouanouk      | Merzak Abbès          |
| 2002    | Hatem Ghoula         | Moussa Aouanouk      | Karim Boudhiba        |
| 2004    | Julius Sawe          | Hassanine Sebei      | Moussa Aouanouk       |
| 2006    | David Kimutai        | Hatem Ghoula         | Hicham Mejbar         |
| 2008    | Mohamed Ameur        | Hichem Medjeber      | Hassanine Sebei       |
| 2010    | Hassanine Sebei      | David Kimutai Rotich | Hichem Medjeber       |
| 2012    | Hédi Teraoui         | David Kimutai Rotich | Mohamed Ameur         |
| 2014    | Lebogang Shange      | Samuel Gathimba      | Mohamed Ameur         |
| 2016    | Samuel Gathimba      | Hassanine Sebei      | Lebogang Shange       |
| 2018    | Samuel Gathimba      | Lebogang Shange      | Hassanine Sebei       |
| 2022    | [[]]                 | [[]]                 | [[]]                  |
| 2024    | [[]]                 | [[]]                 | [[]]                  |

## 110 m haies
| Édition | Or                           | Argent                       | Bronze               |
| ------- | ---------------------------- | ---------------------------- | -------------------- |
| 1979    | Godwin Obasogie              | Philip Sang                  | Thomas Nnakwe        |
| 1982    | Philip Sang                  | Charles Kokoyo               | Hisham Mohamed Makin |
| 1984    | Philip Sang                  | Riad Benhaddad               | Hisham Mohamed Makin |
| 1985    | René Djédjémel Mélédjé       | Ikechukwu Mbadugha           | Hisham Mohamed Makin |
| 1988    | Noureddine Tadjine           | Marcellin Dally              | Zouhair Khazine      |
| 1989    | Ikechukwu Mbadugha           | Noureddine Tadjine           | Akwasi Abrefa        |
| 1990    | Moses Oyiki                  | Gideon Yego                  | Judex Lefou          |
| 1992    | Judex Lefou                  | Kobus Schoeman               | Winpie Nel           |
| 1993    | Kobus Schoeman               | Moses Oyiki Orode            | Winpie Nel           |
| 1996    | William Erese                | Moses Oyiki Orode            | Judex Lefou          |
| 1998    | Shaun Bownes                 | William Erese                | Doudou Félou Sow     |
| 2000    | Joseph-Berlioz Randriamihaja | Doudou Félou Sow             | Toufik Dahmani       |
| 2002    | Shaun Bownes                 | Joseph-Berlioz Randriamihaja | Sultan Tucker        |
| 2004    | Todd Matthews Jouda          | Shaun Bownes                 | Frikkie van Zyl      |
| 2006    | Aymen Ben Ahmed              | Joseph-Berlioz Randriamihaja | Ruan de Vries        |
| 2008    | Hennie Kotze                 | Samuel Okon                  | Selim Nurudeen       |
| 2010    | Othmane Hadj Lazib           | Selim Nurudeen               | Ruan de Vries        |
| 2012    | Lehann Fourie                | Selim Nurudeen               | Lyes Mokdel          |
| 2014    | Tyron Akins                  | Alex Al-Ameen                | Martins Ogierakhi    |
| 2016    | Antonio Alkana               | Tyron Akins                  | Mohamed Koussi       |
| 2018    | Antonio Alkana               | Oyeniyi Abejoye              | Wellington Zaza      |
| 2022    | [[]]                         | [[]]                         | [[]]                 |
| 2024    | [[]]                         | [[]]                         | [[]]                 |

## 400 m haies
| Édition | Or                  | Argent                   | Bronze                         |
| ------- | ------------------- | ------------------------ | ------------------------------ |
| 1979    | Daniel Kimaiyo      | Wilson Kibiego           | Dennis Otono                   |
| 1982    | Amadou Dia Ba       | Peter Rwamuhanda         | Meshak Munyoro                 |
| 1984    | Amadou Dia Ba       | Henry Amike              | Ahmed Abdel Halim Ghanem       |
| 1985    | Amadou Dia Ba       | Henry Amike              | René Djédjémel Mélédjé         |
| 1988    | Amadou Dia Ba       | Henry Amike              | Hamadou Mbaye                  |
| 1989    | Henry Amike         | Hamadou Mbaye            | Saïd Aberkan                   |
| 1990    | Hamadou Mbaye       | Ahmed Abdel Halim Ghanem | Judex Lefou                    |
| 1992    | Dries Vorster       | Amadou Dia Ba            | Hubert Rakotombélontsoa        |
| 1993    | Erick Keter         | Dries Vorster            | Hamadou Mbaye                  |
| 1996    | Ibou Faye           | Ferrins Pieterse         | El Hafni Abdel Maksoud Ibrahim |
| 1998    | Samuel Matete       | Ken Harnden              | Ibou Faye                      |
| 2000    | Sylvester Omodiale  | Jean-Dominique Dième     | Yvon Rakotoarimiandry          |
| 2002    | Llewellyn Herbert   | Willie Smith             | Héni Kechi                     |
| 2004    | Llewellyn Herbert   | Julius Bungei            | Ockert Cilliers (en)           |
| 2006    | L. J. van Zyl       | Alwyn Myburgh            | Kurt Couto                     |
| 2008    | L. J. van Zyl       | Abderahmane Hammadi      | Ibrahima Maïga                 |
| 2010    | L. J. van Zyl       | Cornel Fredericks        | Mamadou Kassé Hanne            |
| 2012    | Amaechi Morton      | Mamadou Kasse Hanne      | Boniface Mucheru               |
| 2014    | Cornel Fredericks   | Amaechi Morton           | Nicholas Bett                  |
| 2016    | Boniface Tumuti     | Amadou Ndiaye            | Haron Koech                    |
| 2018    | Abdelmalik Lahoulou | Cornel Fredericks        | Zied Azizi                     |
| 2022    | [[]]                | [[]]                     | [[]]                           |
| 2024    | [[]]                | [[]]                     | [[]]                           |

## 3 000 m steeple
| Édition | Or                   | Argent                  | Bronze            |
| ------- | -------------------- | ----------------------- | ----------------- |
| 1979    | Kip Rono             | Eshetu Tura             | Yohannes Mohamed  |
| 1982    | Eshetu Tura          | Julius Korir            | Joshua Kipkemboi  |
| 1984    | Joshua Kipkemboi     | Lahcene Babaci          | Habib Chérif      |
| 1985    | Julius Kariuki       | Joshua Kipkemboi        | Fethi Baccouche   |
| 1988    | Azzedine Brahmi      | Abdelaziz Sahere        | Kamel Benlakhlef  |
| 1989    | Azzedine Brahmi      | Micah Boinett           | Boniface Merande  |
| 1990    | Abdelaziz Sahere     | William Mutwol          | Bizuneh Yai Tura  |
| 1992    | Whaddon Niewoudt     | Gladstone Kabiga        | Eliud Barngetuny  |
| 1993    | Joseph Keter         | Christopher Kosgei      | Simretu Alemayehu |
| 1996    | Kipkemboi Cheruiyot  | Faustin Ngézahayo       | Thomas Toyi       |
| 1998    | Bernard Barmasai     | Richard Limo            | Brahim Boulami    |
| 2000    | Lotfi Turki          | Laïd Bessou             | David Chepkisa    |
| 2002    | Wilson Boit Kipketer | Stephen Cherono         | Ezekiel Kemboi    |
| 2004    | David Chemweno       | Richard Mateelong       | Abdelatif Chemlal |
| 2006    | Paul Kipsiele Koech  | Abdelkader Hachlaf      | Ruben Ramolefi    |
| 2008    | Richard Mateelong    | Michael Kipyego         | Willy Komen       |
| 2010    | Richard Mateelong    | Ezekiel Kemboi          | Roba Gary         |
| 2012    | Abel Mutai           | Wilson Kipkemboi Maraba | Benjamin Kiplagat |
| 2014    | Jairus Birech        | Jonathan Ndiku          | Ezekiel Kemboi    |
| 2016    | Chala Beyo           | Tolosa Nurgi            | Abraham Kibiwott  |
| 2018    | Conseslus Kipruto    | Soufiane el-Bakkali     | Getnet Wale       |
| 2022    | [[]]                 | [[]]                    | [[]]              |
| 2024    | [[]]                 | [[]]                    | [[]]              |

## Saut en hauteur
| Édition | Or                    | Argent            | Bronze                           |
| ------- | --------------------- | ----------------- | -------------------------------- |
| 1979    | Othmane Belfaa        | Hamid Sahil       | Moussa Sagna Fall                |
| 1982    | Moussa Sagna Fall     | Boubacar Guèye    | Bhaa El Din Bakr                 |
| 1984    | Mohamed Aghlal        | Boubacar Guèye    | Azzedine Mostéfa Belba Ngaroudel |
| 1985    | Moussa Sagna Fall     | Ogmore Okoro      | Khalid Koughbar                  |
| 1988    | Boubacar Guèye        | Paul Ngadjadoum   | Fred Salle                       |
| 1989    | Othmane Belfaa        | Abdenour Krim     | Boubacar Guèye                   |
| 1990    | Othmane Belfaa        | Samson Kebenei    | Khemraj Naiko                    |
| 1992    | Yacine Mousli         | Othmane Belfaa    | Khemraj Naiko                    |
| 1993    | Flippie van Vuuren    | Khemraj Naiko     | Pierre Vorster                   |
| 1996    | Khemraj Naiko         | Anthony Idiata    | Olivier Sanou                    |
| 1998    | Abderrahmane Hammad   | Khemraj Naiko     | Gavin Lendis                     |
| 2000    | Abderrahmane Hammad   | Malcolm Hendriks  | Eugène Ernesta                   |
| 2002    | Abderrahmane Hammad   | Kabelo Mmono      | Mohamed Bradai                   |
| 2004    | Kabelo Mmono          | Boubacar Séré     | Khemraj Naiko                    |
| 2006    | Kabelo Kgosiemang     | Boubacar Séré     | Ramsey Carelse                   |
| 2008    | Kabelo Kgosiemang     | Mohammed Benhadja | Boubacar Séré                    |
| 2010    | Kabelo Kgosiemang     | Bong Matogno      | Fernand Djoumessi Mohamed Idris  |
| 2012    | Kabelo Kgosiemang     | Mohamed Younis    | Mathieu Kiplagat Sawe            |
| 2014    | Kabelo Kgosiemang     | Fernand Djoumessi | Ali Mohd Younes Idriss           |
| 2016    | Mathieu Kiplagat Sawe | Keagan Fourie     | Fernand Djoumessi                |
| 2018    | Mathieu Kiplagat Sawe | Chris Moleya      | Mpho Links                       |
| 2022    | [[]]                  | [[]]              | [[]]                             |
| 2024    | [[]]                  | [[]]              | [[]]                             |

## Saut à la perche
| Édition | Or                | Argent              | Bronze                 |
| ------- | ----------------- | ------------------- | ---------------------- |
| 1979    | Mohamed Bensaad   | Loué Legbo          | Ahmed Rezki            |
| 1982    | Loué Legbo        | Gamal Ramses        | Shawki Hassan Abdallah |
| 1984    | Mohamed Bouihiri  | Mongi Abidi         | Choukri Abahnini       |
| 1985    | Choukri Abahnini  | Mourad Mahour Bacha | Youssef Qortobi        |
| 1988    | Choukri Abahnini  | Mejdi Drine         | Samir Agsous           |
| 1989    | Sami Si Mohamed   | Issam Ben Mohamed   | Samir Agsous           |
| 1990    | Ali Ziouani       | Kersley Gardenne    | Sid Ali Sabour         |
| 1992    | Okkert Brits      | Kersley Gardenne    | Riaan Botha            |
| 1993    | Okkert Brits      | Riaan Botha         | Brian Mardaymootoo     |
| 1996    | Anis Riahi        | Hassan Farouk Sayed | —                      |
| 1998    | Okkert Brits      | Kersley Gardenne    | Mohamed Bédoui         |
| 2000    | Rafik Mefti       | Karim Sène          | Mohamed Benyahia       |
| 2002    | Karim Sène        | Béchir Zaghouani    | Mohamed Benyahia       |
| 2004    | Béchir Zaghouani  | Karim Sène          | Mohamed Karbib         |
| 2006    | Okkert Brits      | Abderamme Tamada    | Hamdi Dhouibi          |
| 2008    | Mouhcine Cheaouri | Larbi Bouraada      | Willem Coertzen        |
| 2010    | Hamdi Dhouibi     | Larbi Bouraada      | Mourad Souissi         |
| 2012    | Mouhcine Cheaouri | Karim El Mafhoum    | Ruan Van Wyk           |
| 2014    | Cheyne Rahme      | Mohamed Romdhana    | Mouhcine Cheaouri      |
| 2016    | Hichem Cherabi    | Mohamed Romdhana    | Jordan Yamoah          |
| 2018    | Mohamed Romdhana  | Valco van Wyk       | Mejdi Chehata          |
| 2022    | [[]]              | [[]]                | [[]]                   |
| 2024    | [[]]              | [[]]                | [[]]                   |

## Saut en longueur
| Édition | Or               | Argent                 | Bronze             |
| ------- | ---------------- | ---------------------- | ------------------ |
| 1979    | Ajayi Agbebaku   | Kayode Elegbede        | Joseph Kio         |
| 1982    | Doudou N'Diaye   | Mohamed Kharib Mansour | Moses Kiyai        |
| 1984    | Paul Emordi      | Yusuf Alli             | Joseph Kio         |
| 1985    | Paul Emordi      | Joseph Kio             | Mustapha Benmrah   |
| 1988    | Yusuf Alli       | Fred Salle             | Lotfi Khaïda       |
| 1989    | Yusuf Alli       | Ayodele Aladefa        | Badara Mbengue     |
| 1990    | Ayodele Aladefa  | Badara Mbengue         | Amos Rutere        |
| 1992    | Ayodele Aladefa  | François Fouché        | Danny Beauchamp    |
| 1993    | Obinna Eregbu    | Ayodele Aladefa        | James Sabulei      |
| 1996    | Anis Gallali     | Cheikh Touré           | Pa Modou Gai       |
| 1998    | Hatem Mersal     | Anis Gallali           | Mark Anthony Awere |
| 2000    | Younès Moudrik   | Hatem Mersal           | Mehdi El Ghazouani |
| 2002    | Younès Moudrik   | Hatem Mersal           | Nabil Adamou       |
| 2004    | Jonathan Chimier | Ndiss Kaba Badji       | Nabil Adamou       |
| 2006    | Ignisious Gaisah | Khotso Mokoena         | Issam Nima         |
| 2008    | Yahya Berrabah   | Jonathan Chimier       | Stephan Louw       |
| 2010    | Godfrey Mokoena  | Ndiss Kaba Badji       | Stanley Gbagbeke   |
| 2012    | Godfrey Mokoena  | Zack Visser            | Ignisious Gaisah   |
| 2014    | Zarck Visser     | Godfrey Khotso Mokoena | Rushwal Samaai     |
| 2016    | Rushwal Samaai   | Luvo Manyonga          | Ruri Rammokolodi   |
| 2018    | Rushwal Samaai   | Luvo Manyonga          | Yahya Berrabah     |
| 2022    | [[]]             | [[]]                   | [[]]               |
| 2024    | [[]]             | [[]]                   | [[]]               |

## Triple saut
| Édition | Or                     | Argent                 | Bronze                  |
| ------- | ---------------------- | ---------------------- | ----------------------- |
| 1979    | Ajayi Agbebaku         | Abdoulaye Diallo       | Joseph Kio              |
| 1982    | Mamadou Diallo         | Ahmed Hassan Badra     | William Bisereko        |
| 1984    | Joseph Taiwo           | Ajayi Agbebaku         | Mamadou Diallo          |
| 1985    | Paul Emordi            | Joseph Kio             | Mamadou Diallo          |
| 1988    | António Santos         | Lotfi Khaïda           | Fethi Khelid Aboud      |
| 1989    | Eugene Koranteng       | Toussaint Rabenala     | Paul Nioze              |
| 1990    | Toussaint Rabenala     | James Sabulei          | Papa Ladji Konaté       |
| 1992    | Toussaint Rabenala     | Francis Dodoo          | Papa Ladji Konaté       |
| 1993    | Toussaint Rabenala     | Wikus Olivier          | Paul Nioze              |
| 1996    | Paul Nioze             | Oluyemi Sule           | Roger Martial Ngouloubi |
| 1998    | Andrew Owusu           | Ndabazinhle Mdhlongwa  | Oluyemi Sule            |
| 2000    | Andrew Owusu           | Samuel Okantey         | Olivier Sanou           |
| 2002    | Olivier Sanou          | Andrew Owusu           | Abdou Demba Lam         |
| 2004    | Olivier Sanou          | Hamza Ménina           | Thierry Adanabou        |
| 2006    | Tarik Bouguetaïb       | Khotso Mokoena         | Younes Moudrik          |
| 2008    | Ndiss Kaba Badji       | Hugo Mamba             | Tarik Bouguetaïb        |
| 2010    | Tosin Oke              | Hugo Mamba-Schlick     | Tumelo Thagane          |
| 2012    | Tosin Oke              | Issam Nima             | Hugo Mamba-Schlick      |
| 2014    | Godfrey Khotso Mokoena | Tosin Oke              | Roger Haitengi          |
| 2016    | Tosin Oke              | Hugues Fabrice Zango   | Godfrey Khotso Mokoena  |
| 2018    | Hugues Fabrice Zango   | Godfrey Khotso Mokoena | Yasser Triki            |
| 2022    | [[]]                   | [[]]                   | [[]]                    |
| 2024    | [[]]                   | [[]]                   | [[]]                    |

## Lancer du poids
| Édition | Or                     | Argent                     | Bronze                 |
| ------- | ---------------------- | -------------------------- | ---------------------- |
| 1979    | Youssef Nagui Asaad    | Mohamed Fatihi             | Abderrazak Ben Hassine |
| 1982    | Youssef Nagui Asaad    | Ahmed Kamel Shata          | Ahmed Mohamed Ashoush  |
| 1984    | Ahmed Mohamed Ashoush  | Ahmed Kamel Shata          | Mohamed Fatihi         |
| 1985    | Ahmed Mohamed Ashoush  | Ahmed Kamel Shata          | Mohamed Fatihi         |
| 1988    | Ahmed Mohamed Ashoush  | Ahmed Kamel Shata          | Adewale Olukoju        |
| 1989    | Robert Welikhe         | Chima Ugwu                 | Vincent Oghene         |
| 1990    | Robert Welikhe         | Ahmed Kamel Shata          | Mohamed Ismail Muslem  |
| 1992    | Chima Ugwu             | Khalid Fatihi              | Adewale Olukoju        |
| 1993    | Carel le Roux          | Chima Ugwu                 | Jaco Snyman            |
| 1996    | Henk Booysen           | Athanase Oloko             | Serge Doh              |
| 1998    | Burger Lambrechts      | Dhia Kamel Ahmed           | Quentin Soné Ehawa     |
| 2000    | Chima Ugwu             | John Sullivan              | Hicham Aïtaha          |
| 2002    | Janus Robberts         | Hicham Aïtaha              | Mohamed Meddeb         |
| 2004    | Janus Robberts         | Burger Lambrechts          | Yasser Ibrahim Farag   |
| 2006    | Yasser Farag           | Janus Robberts             | Mohammed Medded        |
| 2008    | Mostafa Abdul El-Moaty | Yasser Farag               | Janus Robberts         |
| 2010    | Burger Lambrechts      | Roelie Potgieter           | Orazio Cremona         |
| 2012    | Burger Lambrechts      | Orazio Cremona             | Yasser Farag           |
| 2014    | Orazio Cremona         | Jaco Engelbrecht           | Franck Elemba          |
| 2016    | Jaco Engelbrecht       | Franck Elemba              | Stephen Mozia          |
| 2018    | Chukwuebuka Enekwechi  | Mohamed Magdi Hamza Khalif | Kyle Blignaut          |
| 2022    | [[]]                   | [[]]                       | [[]]                   |
| 2024    | [[]]                   | [[]]                       | [[]]                   |

## Lancer du disque
| Édition | Or                     | Argent                 | Bronze                |
| ------- | ---------------------- | ---------------------- | --------------------- |
| 1979    | Abderrazak Ben Hassine | Mohamed Naguib Hamed   | Harrison Salami       |
| 1982    | Mohamed Naguib Hamed   | Hassan Ahmed Hamad     | Mohamed Fatihi        |
| 1984    | Mohamed Naguib Hamed   | Abderrazak Ben Hassine | Mohamed Fatihi        |
| 1985    | Christian Okoye        | Mohamed Naguib Hamed   | Hassan Ahmed Hamad    |
| 1988    | Adewale Olukoju        | Hassan Ahmed Hamad     | Yacine Louail         |
| 1989    | Hassan Ahmed Hamad     | Vincent Oghene         | Ikechukwu Chika       |
| 1990    | Hassan Ahmed Hamad     | Dhia Kamel Ahmed       | Ikechukwu Chika       |
| 1992    | Adewale Olukoju        | Mohamed Naguib Hamed   | Dawie Kok             |
| 1993    | Mickael Conjungo       | Christo Kruger         | Dawie Kok             |
| 1996    | Serge Doh              | Christian Messi Alaga  | Athanase Oloko        |
| 1998    | Frantz Kruger          | Frits Potgieter        | Mickael Conjungo      |
| 2000    | Frits Potgieter        | Mickael Conjungo       | Chima Ugwu            |
| 2002    | Janus Robberts         | Walid Boudaoui         | Omar Ahmed El Ghazali |
| 2004    | Frantz Kruger          | Hannes Hopley          | Nabil Kiram           |
| 2006    | Omar Ahmed El Ghazaly  | Yasser Farag           | Nabil Kiram           |
| 2008    | Hannes Hopley          | Yasser Farag           | Nabil Kiram           |
| 2010    | Omar Ahmed El Ghazaly  | Yasser Farag           | Victor Hogan          |
| 2012    | Victor Hogan           | Yasser Farag           | Russel Tuckler        |
| 2014    | Victor Hogan           | Russell Tucker         | Stephen Mozia         |
| 2016    | Russell Tucker         | Stephen Mozia          | Dewaald van Heerden   |
| 2018    | Victor Hogan           | Werner Visser          | Elbachir Mbarki       |
| 2022    | [[]]                   | [[]]                   | [[]]                  |
| 2024    | [[]]                   | [[]]                   | [[]]                  |

## Lancer du marteau
| Édition | Or                       | Argent                     | Bronze                     |
| ------- | ------------------------ | -------------------------- | -------------------------- |
| 1979    | Abdellah Boubekeur       | Youssef Ben Abid           | Hisham Fouad Greiss        |
| 1982    | Hisham Fouad Greiss      | Ahmed Ibrahim Taha         | Hisham Abdeslam Zaki       |
| 1984    | Hakim Toumi              | Hisham Abdeslam Zaki       | Yacine Louail              |
| 1985    | Hakim Toumi              | Yacine Louail              | Ahmed Ibrahim Taha         |
| 1988    | Hakim Toumi              | Djamel Zouiche             | Sherif Farouk El Hennawi   |
| 1989    | Hakim Toumi              | Hassan Chahine             | Djamel Zouiche             |
| 1990    | Sherif Farouk El Hennawi | Hassan Chahine             | Hakim Toumi                |
| 1992    | Hakim Toumi              | Sherif Farouk El Hennawi   | Charlie Koen               |
| 1993    | Hakim Toumi              | Samir Haouam               | Charlie Koen               |
| 1996    | Hakim Toumi              | Samir Haouam               | Yacine Louail              |
| 1998    | Chris Harmse             | Hakim Toumi                | Samir Haouam               |
| 2000    | Samir Haouam             | Mohamed Karim Horchani     | Yamen Hussein Abdel Moneim |
| 2002    | Chris Harmse             | Yamen Hussein Abdel Moneim | Saber Souid                |
| 2004    | Chris Harmse             | Saber Souid                | Ahmed Abd El Raouf         |
| 2006    | Chris Harmse             | Saber Souid                | Mohsen El Anany            |
| 2008    | Chris Harmse             | Mohamed Hicham Al-Gamal    | Ahmed Abd El Raouf         |
| 2010    | Mohsen El Anany          | Chris Harmse               | Mostafa Hesham El Gamel    |
| 2012    | Chris Harmse             | Mohsen El Anany            | Mostafa Hesham El Gamel    |
| 2014    | Mostafa Al-Gamel         | Chris Harmse               | Driss Barid                |
| 2016    | Eslam Ahmed Ibrahim      | Chris Harmse               | Tshepang Makhethe          |
| 2018    | Mostafa Hicham al-Gamal  | Eslam Mohamed              | Hassan Abdelgawad          |
| 2022    | [[]]                     | [[]]                       | [[]]                       |
| 2024    | [[]]                     | [[]]                       | [[]]                       |

## Lancer du javelot
| Édition | Or                        | Argent                    | Bronze                   |
| ------- | ------------------------- | ------------------------- | ------------------------ |
| 1979    | Jacques Ayé Abehi         | Zakayo Malekwa            | Tarek Chaabani           |
| 1982    | Zakayo Malekwa            | George Odera              | Akram Mohamed Khamis     |
| 1984    | Tarek Chaabani            | Mongi Alimi               | Ahmed Mahour Bacha       |
| 1985    | Ahmed Mahour Bacha        | Mongi Alimi               | Justin Arop              |
| 1988    | Justin Arop               | Tarek Chaabani            | Samir Ménouar            |
| 1989    | Pius Bazighe              | Mongi Alimi               | William Sang             |
| 1990    | Fidèle Rakotonirina       | Pius Bazighe              | Justin Arop              |
| 1992    | Tom Petranoff             | Wilhelm Pauer             | Phillip Spies            |
| 1993    | Tom Petranoff             | Phillip Spies             | Louis Fouché             |
| 1996    | Pius Bazighe              | Louis Fouché              | Maher Ridane             |
| 1998    | Marius Corbett            | Khaled Es Sayed Yassin    | Bouna Diop               |
| 2000    | Maher Ridane              | Khaled Es Sayed Yassin    | Walid Abderrazak Mohamed |
| 2002    | Gerhardus Pienaar         | Walid Abderrazak Mohamed  | Mohamed Ali Ben Zina     |
| 2004    | Gerhardus Pienaar         | Gerbrandt Grobler         | Willie Human             |
| 2006    | Gerhardus Pienaar         | Gerbrandt Grobler         | Walid Adb El Wahab       |
| 2008    | Mohamed Ali Kebabou       | Kenechukwu Ezeofor        | Sammy Keskeny            |
| 2010    | Ihab Al Sayed Abdelrahman | Gerhardus Pienaar         | Julius Yego              |
| 2012    | Julius Yego               | John Ampomah              | Kenechukwu Ezeofor       |
| 2014    | Julius Yego               | Ihab Abdelrahman el-Sayed | Robert Oosthuizen        |
| 2016    | Phil-Mar van Rensburg     | John Ampomah              | Alex Kiprotich           |
| 2018    | Julius Yego               | Phil-Mar van Rensburg     | Kure Adams               |
| 2022    | [[]]                      | [[]]                      | [[]]                     |
| 2024    | [[]]                      | [[]]                      | [[]]                     |

## Décathlon
| Édition | Or                  | Argent                 | Bronze                      |
| ------- | ------------------- | ---------------------- | --------------------------- |
| 1979    | Mohamed Bensaad     | Ebewele Brown          | Alioune Seck                |
| 1982    | Charles Kokoyo      | Patrick Cheruiyot      | Solomon Kaptich             |
| 1984    | Mourad Mahour Bacha | Hatem Bachar           | Abdennacer Moumen           |
| 1985    | Mourad Mahour Bacha | Abu El Makarem El Hamd | Landry Nzambé-Busugu        |
| 1988    | Mahmoud Aït Ouhamou | Mourad Mahour Bacha    | Abdennacer Moumen           |
| 1989    | Mourad Mahour Bacha | Hatem Bachar           | Stanley Flowers             |
| 1990    | Abdennacer Moumen   | Tommy Ozono            | Mourad Mahour Bacha         |
| 1992    | Mourad Mahour Bacha | Gino Antoine           | Patrick Legrand             |
| 1993    | Pierre Faber        | Danie van Wyk          | Hassan Farouk Sayed         |
| 1996    | Anis Riahi          | Hassan Farouk Sayed    | Sid Ali Sabour              |
| 1998    | Rédouane Youcef     | Mohamed Benyahia       | Issam Abdelatif Saber       |
| 2000    | Rédouane Youcef     | Mada Ndiaye            | Adil Chakri                 |
| 2002    | Hamdi Dhouibi       | Anis Riahi             | Rédouane Youcef             |
| 2004    | Anis Riahi          | Selwyn Lieutier        | Celestin Moussambote Kengué |
| 2006    | Hamdi Dhouibi       | Mourad Souissi         | Terence Wepener             |
| 2008    | Larbi Bouraada      | Willem Coertzen        | Boualem Lamri               |
| 2010    | Larbi Bouraada      | Mourad Souissi         | Guillaume Thierry           |
| 2012    | Ali Kamé            | Mourad Souissi         | Guillaume Thierry           |
| 2014    | Larbi Bouraada      | Guillaume Thierry      | Atsu Nyamadi                |
| 2016    | Fredriech Pretorius | Atsu Nyamadi           | Ali Kamé                    |
| 2018    | Larbi Bouraada      | Fredriech Pretorius    | Samuel Osadolor             |
| 2022    | [[]]                | [[]]                   | [[]]                        |
| 2024    | [[]]                | [[]]                   | [[]]                        |

## 4 × 100 m
| Édition | Or                                                                                   | Argent                                                                              | Bronze                                                                                  |
| ------- | ------------------------------------------------------------------------------------ | ----------------------------------------------------------------------------------- | --------------------------------------------------------------------------------------- |
| 1979    | Côte d'Ivoire Georges Kablan Degnan Amadou Meite Avognan Nogboum Patrice Oure Etchie | Sénégal Boubacar Diallo Cheikh Touradou Diouf Momar N'Dao Yoro Diba                 | Tanzanie Ally Mwalimu David Lukuba Peter Mwita Juamne Chobanga                          |
| 1982    | Côte d'Ivoire Amadou Méité Otokpa Kouadio Barthelemy Koffi Georges Kablan Degnan     | Sénégal Mamadou Sene Boubacar Diallo ?                                              | Kenya John Anzrah James Atuti Alfred Nyambane Moja Shivanda                             |
| 1984    | Nigeria Iziak Adeyanju Ikpoto Eseme Samson Oyeledun Chidi Imoh                       | Côte d'Ivoire Otokpa Kouadio Barthelemy Koffi Georges Kablan Degnan Gabriel Tiacoh  | Sénégal Hamidou Diawara Ibrahima Fall Charles-Louis Seck Mamadou Sène                   |
| 1985    | Nigeria Iziaq Adeyanju Eseme Ikpoto Victor Edet Chidi Imoh                           | Kenya Alfred Nyambane Simeon Kipkemboi Joseph Sainah Peter Wekesa                   | Algérie Abdeslam Kaddouri Abdelkader Kaci Djamel Boudebidah Mustapha Kamel Selmi        |
| 1988    | Nigeria Olapade Adeniken Iziak Adeyanju Davidson Ezinwa Chidi Imoh                   | Ghana Eric Akogyiram Nelson Boateng John Myles-Mills Emmanuel Tuffour               | Sénégal Charles-Louis Seck Joseph Diaz Ibrahima Tamba Hamidou Mbaye                     |
| 1989    | Nigeria                                                                              | Kenya                                                                               | Côte d'Ivoire                                                                           |
| 1990    | Nigeria Nnamdi Anusim Abdullah Tetengi Michael Monye Ebiyo Pupre                     | Sénégal Joseph Diaz Amadou Mbaye Charles-Louis Seck Mamadou Dione                   | Côte d'Ivoire Gilles Bogui Ouattara Lagazane Jean-Olivier Zirignon Hyacinthe Kamelan    |
| 1992    | Afrique du Sud Gerhard Barnard Glen Elferink Tshakile Nzimande Johan Rossouw         | Sénégal Seydou Loum Amadou Mbaye Charles-Louis Seck Edouard Samatey                 | Nigeria Victor Omagbemi Michael Monye Hyacinth Anejo Hashim Osman                       |
| 1993    | Ghana Nelson Boateng Felix Andam Tanko Abass Kofi Yevakpor                           | Nigeria Daniel Effiong Paul Egonye Oluyemi Kayode Victor Omagbemi                   | Afrique du Sud Tshakile Nzimande Johan Rossouw Johann Venter Adrian Lambert             |
| 1996    | Nigeria                                                                              | Sénégal                                                                             | Cameroun Aime-Issa Nthepe Benjamin Sirimou Alfred Moussambani Claude Toukene-Guebogo    |
| 1998    | Côte d'Ivoire Éric Pacôme N'Dri Jean-Olivier Zirignon Ahmed Douhou Ibrahim Meité     | Nigeria Ejiogou Okechukwu Tunde Suleman Paul Egonye Sunday Emmanuel                 | Cameroun Benjamin Sirimou Claude Toukene-Guebogo Serge Bengono Alexandre Dalle Dalle    |
| 2000    | Ghana Abu Duah Kenneth Andam Harry Adu-Mfum Aziz Zakari                              | Maurice Arnaud Casquette Eric Milazar Fernando Augustin Stephane Buckland           | Gabon Lueyi Dovy Charles Tayot Yvan Duboze Antoine Boussombo                            |
| 2002    | Nigeria Taiwo Ajibade Chinedu Oriala Sunday Emmanuel Uchenna Emedolu                 | Sénégal Malang Sané Abdou Demba Lam Jacques Sambou Oumar Loum                       | Maurice David Victoire Fernando Augustin Arnaud Casquette Éric Milazar                  |
| 2004    | Nigeria Olusoji Fasuba Ambrose Ezenwa Aaron Egbele Chinedu Oriala                    | Afrique du Sud Morne Nagel Deon du Toit Clinton Venter Lee-Roy Newton               | Cameroun Emmanuel Ngom Priso Idrissa Adam Alain Olivier Nyounai Joseph Batangdon        |
| 2006    | Nigeria Grace Ebor Uchenna Emedolu Adetoyi Durotoye Olusoji Fasuba                   | Afrique du Sud Hannes Dreyer Julius Leigh Lee-Roy Newton Sherwin Vries              | Ghana Harry Adu Mfum Cyril Ferguson Seth Amoo Eric Nkansah                              |
| 2008    | Afrique du Sud Hannes Dreyer Corne Du Plessis Sergio Mullins Thuso Mpuang            | Ghana Togoh Victor Akrong Allah Laryea Seth Amoo Eric Nkansah                       | Cameroun Idrissa Adam François Belinga Alain Olivier Nyounai Joseph Batangdon           |
| 2010    | Afrique du Sud Hannes Dreyer Simon Magakwe Lehann Fourie Thuso Mpuang                | Nigeria Fred Agbaje Benjamin Adukwu Ogho-Oghene Egwero Obinna Metu                  | Ghana Emmanuel Appiah Kubi Nana Kofi Sanah Godwin Hukporti Aziz Zakari                  |
| 2012    | Afrique du Sud Hannes Dreyer Simon Magakwe Roscoe Engel Thuso Mpuang                 | Nigeria Peter Emelieze Obinna Metu Adetoyi Durotoye Ogho-Oghene Egwero              | Ghana Emmanuel Appiah Kubi Timothy Abeyie Ashhad Agyapong Allah Laryea-Akrong           |
| 2014    | Nigeria Ogho-Oghene Egwero Monzavous Edwards Obinna Metu Mark Jelks                  | Ghana Daniel Gyasi Solomon Afful Emmanuel Dassor Timothy Abeyie                     | Algérie Mahmoud Hammoudi Ali Bouguesba Skander Djamil Athmani Soufiane Bouhadda         |
| 2016    | Afrique du Sud Emile Erasmus Wayde van Niekerk Tlotliso Leotlela Akani Simbine       | Côte d'Ivoire Émilien Tchan Bi Chan Arthur Cissé Wilfried Koffi Ben Youssef Meïté   | Zambie Hazemba Chindamba Titus Kafunda Brian Kasinda Sydney Siame                       |
| 2018    | Afrique du Sud Akani Simbine Simon Magakwe Emile Erasmus Henricho Bruintjies         | Nigeria Seye Ogunlewe Usheoritse Itsekiri Enoch Olaoluwa Adegoke Ogho-Oghene Egwero | Côte d'Ivoire Ben Youssef Méité Wilfried Koffi Hua Gnamien Nehemie N'Goran Arthur Cissé |
| 2022    | {{}} [[]]                                                                            | {{}} [[]]                                                                           | {{}} [[]]                                                                               |
| 2024    | {{}} [[]]                                                                            | {{}} [[]]                                                                           | {{}} [[]]                                                                               |

## 4 × 400 m
| Édition | Or                                                                          | Argent                                                                            | Bronze                                                                                    |
| ------- | --------------------------------------------------------------------------- | --------------------------------------------------------------------------------- | ----------------------------------------------------------------------------------------- |
| 1979    | Kenya James Atuti Billy Konchellah Daniel Kimaiyo Wilson Kibiego            | Nigeria Hope Ezeigbo Dele Udo Ahmed Garba Ludwig Ordia                            | Sénégal                                                                                   |
| 1982    | Kenya Elisha Bitok James Atuti James Maina Boi Juma Ndiwa                   | Sénégal Boubacar Diallo Moussa Fall Babacar Niang Amadou Dia Ba                   | Ouganda Moses Kyeswa Mike Okot Peter Rwamuhanda John Goville                              |
| 1984    | Sénégal Boubacar Diallo Babacar Niang Moussa Fall Amadou Dia Ba             | Nigeria Henry Amike Olurotimi Peters Moses Ugbusien Sunday Uti                    | Kenya Elkana Nyangau Tito Sawe James Maina Boi Peter Kipchumba                            |
| 1985    | Kenya Julius Sang Tito Sawe Alfred Nyambane David Kitur                     | Nigeria Henry Amike Innocent Egbunike Moses Ugbusien Sunday Uti                   | Sénégal Amadou Dia Ba Ousmane Diarra Moussa Fall Babacar Niang                            |
| 1988    | Éthiopie Achalew Tesfaye Baro Worku Bach Ojulu Alemayehu Gudeta             | Côte d'Ivoire Akissi Simon Kpidi Lancine Fofana Anatole Zongo Kuyo Gabriel Tiacoh | Burundi Charles Nkazamyampi Soter Bimenyimana Cyprien Rugerinyange Pierre-Claver Nyabenda |
| 1989    | Kenya                                                                       | Nigeria                                                                           | Sénégal                                                                                   |
| 1990    | Nigeria Alohan Omokaro Hassan Bosso Abu Danjuma Sunday Bada                 | Maroc Abdelali Kasbane Benyounès Lahlou Ali Dahane Abdelkader El Boukhari         | Kenya Francis Ogola Joel Otim John Goville Faustino Kiwa                                  |
| 1992    | Afrique du Sud Ferrins Pieterse Cliffie Miller Dries Vorster Bobang Phiri   | Sénégal Ibou Faye Hachim Ndiaye Ibrahima Tamba Abubakry Dia                       | Kenya Abednego Matilu Kennedy Ochieng Christopher Oloo David Kimeli                       |
| 1993    | Kenya Charles Gitonga Simon Kemboi Simon Kipkemboi Kennedy Ochieng          | Nigeria Alohan Omokaro Hassan Bosso Udeme Ekpeyong John Okoye                     | Sénégal Ibou Faye Hamidou Mbaye Hachim Ndiaye Souleymane Doumbia                          |
| 1996    | Sénégal Moustapha Diarra Aboubakry Dia Hachim Ndiaye Ibou Faye              | Kenya                                                                             | Maurice Gilbert Hashan Désiré Pierre-Louis Rudy Tirvengadum Éric Milazar                  |
| 1998    | Sénégal Ousmane Niang Ibou Faye Hachim Ndiaye Ibrahima Wade                 | Zimbabwe Ken Harnden Crispen Mutakanyi Phillip Mukomana Jeffrey Masvanhise        | Nigeria Tony Ogbeta Musa Audu Fidelis Gadzama Nduka Awazie                                |
| 2000    | Algérie Malik Louahla Adem Hecini Kamel Talhaodi Djabir Saïd-Guerni         | Botswana Lulu Basinyi Otukile Lekote Agripa Matsameko Johnson Kubisa              | Sénégal Youssoupha Sarr Hachim Ndiaye Jean-Dominique Dieme Ousmane Niang                  |
| 2002    | Maroc Abdellatif El Ghazaoui Nabil Jabir Ismael Daif Abdelkrim Khoudri      | Maurice Jean-François Degrâce Fernando Augustin Kursley Montimerdo Éric Milazar   | Sénégal Ousmane Niang Seydina Doucouré Jacques Sambou Oumar Loum                          |
| 2004    | Zimbabwe Lloyd Zvasiya Lewis Banda Temba Ncube Talkmore Nyongani            | Nigeria James Godday Saul Weigopwa Bola Lawal Enefiok Udo-Obong                   | Afrique du Sud Marcus La Grange Werner Botha Hendrick Mokganyetsi Arnaud Malherbe         |
| 2006    | Kenya George Kwoba Vincent Mumo Kiilu Sammy Rono Thomas Musembi             | Afrique du Sud Alwyn Myburgh Ofentse Mogawane Ruben Majola Paul Gorries           | Botswana Oganeditse Moseki California Molefe Gakologelwang Masheto Obakeng Ngwigwa        |
| 2008    | Afrique du Sud Pieter Smith Ockert Cilliers (en) Sibusiso Sishi LJ van Zyl  | Soudan Rabah Yusif Ali Babiker Nagmeldin Ahmad Ismail Abubaker Kaki               | Sénégal Mamadou Kassé Hann El Hadji Sethe Mbow Mamadou Gueye Nouha Badji                  |
| 2010    | Kenya Geoffrey Ngeno Vincent Koskei Julius Kirwa Mark Mutai                 | Botswana Isaac Makwala Thapelo Ketlogetswe Pako Seribe Obakeng Ngwigwa            | Nigeria Saul Weigopwa James Godday Tobi Ogunmola Isah Salihu                              |
| 2012    | Nigeria Saul Weigopwa Amaechi Morton Abiola Onakoya Isah Salihou            | Afrique du Sud PC Beneke Ofentse Mogawane Oscar Pistorius Willem de Beer          | Kenya Vincent Kiplangat Kosgei Vincent Mumo Kiilu Boniface Mucheru Mark Mutai             |
| 2014    | Botswana Pako Seribe Nijel Amos Leaname Maotoanong Isaac Makwala            | Nigeria Noah Akwu Robert Simmons Miles Ukaoma Amaechi Morton                      | Kenya Mark Mutai Solomon Buoga Nicholas Bett Boniface Mucheru                             |
| 2016    | Botswana Karabo Sibanda Baboloki Thebe Onkabetse Nkobolo Leaname Maotoanong | Kenya Boniface Tumuti Boniface Mweresa Alphas Kishoyian Aron Koech                | Afrique du Sud Jon Seeliger Shaun de Jager Ofentse Mogawane L. J. van Zyl                 |
| 2018    | Kenya Aron Koech Alphas Kishoyian Jared Momanyi Emmanuel Korir              | Afrique du Sud Zakithi Nene Cornel Fredericks Pieter Conradie Thapelo Phora       | Nigeria Orukpe Eraiyokan Rilwan Alowonle Isah Salihu Chidi Okezie                         |
| 2022    | {{}} [[]]                                                                   | {{}} [[]]                                                                         | {{}} [[]]                                                                                 |
| 2024    | {{}} [[]]                                                                   | {{}} [[]]                                                                         | {{}} [[]]                                                                                 |

## Anciennes épreuves

### 3 000 m
- 1998 : Tom Nyariki  Kenya

### Marathon
- 1979 : Kebede Balcha  Éthiopie
- 1982 : Juma Ikangaa  Tanzanie
- 1985 : Ahmed Salah  Djibouti
- 1988 : Dereje Nedi  Éthiopie
- 1989 : Tsegaye Segne  Éthiopie
- 1990 : Tesfaye Tafa  Éthiopie

### 10 000 m marche
- 1979 : Benamar Kachkouche  Algérie